# أرماس تويفونين
أرماس تويفونين (بالفنلندية: Armas Toivonen)‏ (و. 1899 – 1973 م) هو عداء مراثوني، وعداء مسافات طويلة، ومنافس ألعاب قوى فنلندي، شارك في الألعاب الأولمبية الصيفية 1932، توفي في هلسنكي، عن عمر يناهز 74 عاماً.

## روابط خارجية
- أرماس تويفونين على موقع اللجنة الأولمبية الدولية (الإنجليزية)
- أرماس تويفونين على موقع أوليمبيديا (الإنجليزية)